# Nebulossa
Nebulossa ist ein spanisches Elektropop-Duo aus Ondara, Provinz Alicante. Sie vertraten Spanien beim Eurovision Song Contest 2024 in Malmö mit ihrem Lied Zorra.

## Geschichte
Nebulossa besteht aus der Sängerin María (Mery) Bas (* 1968) und dem Keyboarder und Produzenten Mark Dasousa (* 1974). Beide kennen sich seit ihrer Kindheit, als Bas an den Wochenenden als Babysitter auf Dasousa aufpasste. Sie sind seit über 20 Jahren verheiratet und haben zwei gemeinsame Kinder.
Seit 2018 machen Bas und Dasousa gemeinsam Musik. Der Name Nebulossa entstand nach dem Besuch eines Observatoriums in Port Ainé, wo die Nebel (katalanisch: nebulosa) des Öfteren erwähnt wurden. Das Doppel-S in dem Wort ist ein Bezug auf die katalanische Sprache, die Muttersprache des Duos.
2022 nahmen Nebulossa an den Castings von Una voce per San Marino, dem san-marinesischen Vorentscheid für den Eurovision Song Contest 2023 teil, konnten sich jedoch nicht für das Halbfinale qualifizieren.
2024 nahmen Nebulossa mit ihrem Lied Zorra am Benidorm Fest 2024, dem spanischen Vorentscheid für den Eurovision Song Contest 2024 teil. Im Finale am 3. Februar belegten sie bei Jury und Televoting jeweils den ersten Platz sowie den dritten Platz bei der demoskopischen Jury und konnten mit 156 Punkten den Wettbewerb gewinnen. Daraufhin vertraten sie Spanien beim Eurovision Song Contest 2024 in Malmö, wo sie im Finale am 11. Mai den 22. Platz belegten.

## Diskografie

### Alben
- 2021: Poliédrica de mí

### EPs
- 2019: Ufo

### Singles
- 2020: La Colmena
- 2020: Océano de Palabras
- 2020: Armada Roja
- 2020: Alud de Inconformismo
- 2020: Anoche
- 2021: Glam
- 2022: 1N84 (mit Rocío Saiz)
- 2022: Conectados
- 2022: Histeria de lo Nuestro
- 2023: Me Pones a Mil
- 2023: Cuando Te Veo
- 2023: Me Ha Dado Porno
- 2023: Zorra
- 2024: Cotilleo
- 2024: Por ti por mi
- 2024: Bailar hasta morir
- 2025: Venenosa (mit Mónica Naranjo)
- 2025: Ya no soy la misma

### Als Gastmusiker
- 2022: Conectados (Remix) (Anora Kito feat. Nebulossa & David Van Bylen)
- 2022: Histeria de lo nuestro (Versión retro) (Marsella feat. We Are Not Dj’s & Nebulossa)
- 2023: Modo avión (Copernikal feat. Nebulossa)